# El Carpio de Tajo
El Carpio de Tajo är en ort i Spanien.   Den ligger i provinsen Toledo och regionen Kastilien-La Mancha, i den centrala delen av landet, 90 km sydväst om huvudstaden Madrid. El Carpio de Tajo ligger 486 meter över havet och antalet invånare är 2 181.
Terrängen runt El Carpio de Tajo är platt åt nordost, men åt sydväst är den kuperad. Runt El Carpio de Tajo är det ganska glesbefolkat, med 27 invånare per kvadratkilometer. Närmaste större samhälle är La Puebla de Montalbán, 8,5 km öster om El Carpio de Tajo. Trakten runt El Carpio de Tajo består till största delen av jordbruksmark.